# Bílá (ort i Tjeckien, lat 50,66, long 15,04)
Bílá är en ort i Tjeckien. Den ligger i den norra delen av landet, 80 km nordost om huvudstaden Prag. Bílá ligger 375 meter över havet och antalet invånare är 812.
Terrängen runt Bílá är platt åt sydväst, men åt nordost är den kuperad. Terrängen runt Bílá sluttar söderut. Runt Bílá är det ganska tätbefolkat, med 56 invånare per kvadratkilometer. Närmaste större samhälle är Liberec, 11,4 km norr om Bílá. Omgivningarna runt Bílá är en mosaik av jordbruksmark och naturlig växtlighet.